# エバラCJフレッシュフーズ
エバラCJフレッシュフーズ（エバラシージェイフレッシュフーズ、英語表記: Ebara CJ Fresh Foods Inc.、韓国語表記: 에바라 CJ）はかつて存在した、エバラ食品工業と韓国CJ第一製糖の折半出資による、日本の食品企業。ロゴは、左にエバラ、右にCJグループという、親会社2社のロゴを組み合わせたものを使用していた。
資本金2億5000万円で設立され、設立当初はキムチなど韓国食品の輸入と日本国内での販売を業としていたが、のちには輸入のみを行い、販売は親会社であるエバラ食品工業が行う形態に転換した。
2021年10月、エバラ食品工業所持分の全株式をCJグループのCJ FOODS JAPANに譲渡、合弁解消となった。会社法人も2022年1月にCJ FOODS JAPANに吸収合併された。

## 取扱商品
- キムチ
- キムチチゲの素
- スンドゥブチゲの素
- ラーメンプデチゲの素
- サムゲタン粥鍋の素

## 沿革
- 2011年（平成23年）5月16日 - エバラ食品工業株式会社と韓国 CJ Cheiljedang（CJ第一製糖）との間で、合弁会社の設立に調印[2]。
- 2011年（平成23年）6月20日 - 会社設立。横浜市西区北幸2丁目のエバラ食品工業本社建屋内に本社を構える[3]。
- 2014年（平成26年）5月7日 - 親会社のエバラ食品工業とともに、本社を横浜市西区みなとみらい四丁目の横浜アイマークプレイスに移転[4]。
- 2020年（令和2年）3月2日 - 現在地へ移転[5]。エバラ食品工業と同一の建屋内から、もう一方の合弁先であるCJと同一の建屋に移転したことになる。
- 2021年（令和3年）10月31日 - エバラ食品工業所持分の全株式がCJグループのCJ FOODS JAPANに譲渡され、合弁解消[6][7]。
- 2022年（令和4年）1月1日 - CJ FOODS JAPANに吸収合併され、解散[8]。

## CM
出演者
- 草刈麻有（おいしいキムチ、2012年）